# Холокост в Слонимском районе
Холокост в Сло́нимском районе — систематическое преследование и уничтожение евреев на территории Слонимского района Гродненской области оккупационными властями нацистской Германии и коллаборационистами в 1941—1944 годах во время Второй мировой войны, в рамках политики «Окончательного решения еврейского вопроса» — составная часть Холокоста в Белоруссии и Катастрофы европейского еврейства.

## Геноцид евреев в районе
Слонимский район был полностью оккупирован немецкими войсками в июле 1941 года, и оккупация продлилась более трёх лет — до июля 1944 года. Нацисты включили Слонимский район в состав территории, административно отнесённой в состав рейхскомиссариата «Остланд» генерального округа Белорутения.
Вся полнота власти в районе принадлежала зондерфюреру — немецкому шефу района, который подчинялся руководителю округи — гебитскомиссару. Во всех крупных деревнях района были созданы районные (волостные) управы и полицейские гарнизоны из белорусских и польских коллаборационистов.
Для осуществления политики геноцида и проведения карательных операций сразу вслед за войсками в район прибыли карательные подразделения войск СС, айнзатцгруппы, зондеркоманды, тайная полевая полиция (ГФП), полиция безопасности и СД, жандармерия и гестапо.
Одновременно с оккупацией нацисты и их приспешники начали поголовное уничтожение евреев. «Акции» (таким эвфемизмом гитлеровцы называли организованные ими массовые убийства) повторялись множество раз во многих местах. В тех населенных пунктах, где евреев убили не сразу, их содержали в условиях гетто вплоть до полного уничтожения, используя на тяжелых и грязных принудительных работах, от чего многие узники умерли от непосильных нагрузок в условиях постоянного голода и отсутствия медицинской помощи.
Практически все евреи Слонимского района были убиты (более 25 000 человек только в первые 1,5 года оккупации), а немногие спасшиеся в большинстве воевали впоследствии в партизанских отрядах.

## Гетто
Немцы, реализуя нацистскую программу уничтожения евреев, создали на территории района 2 гетто.

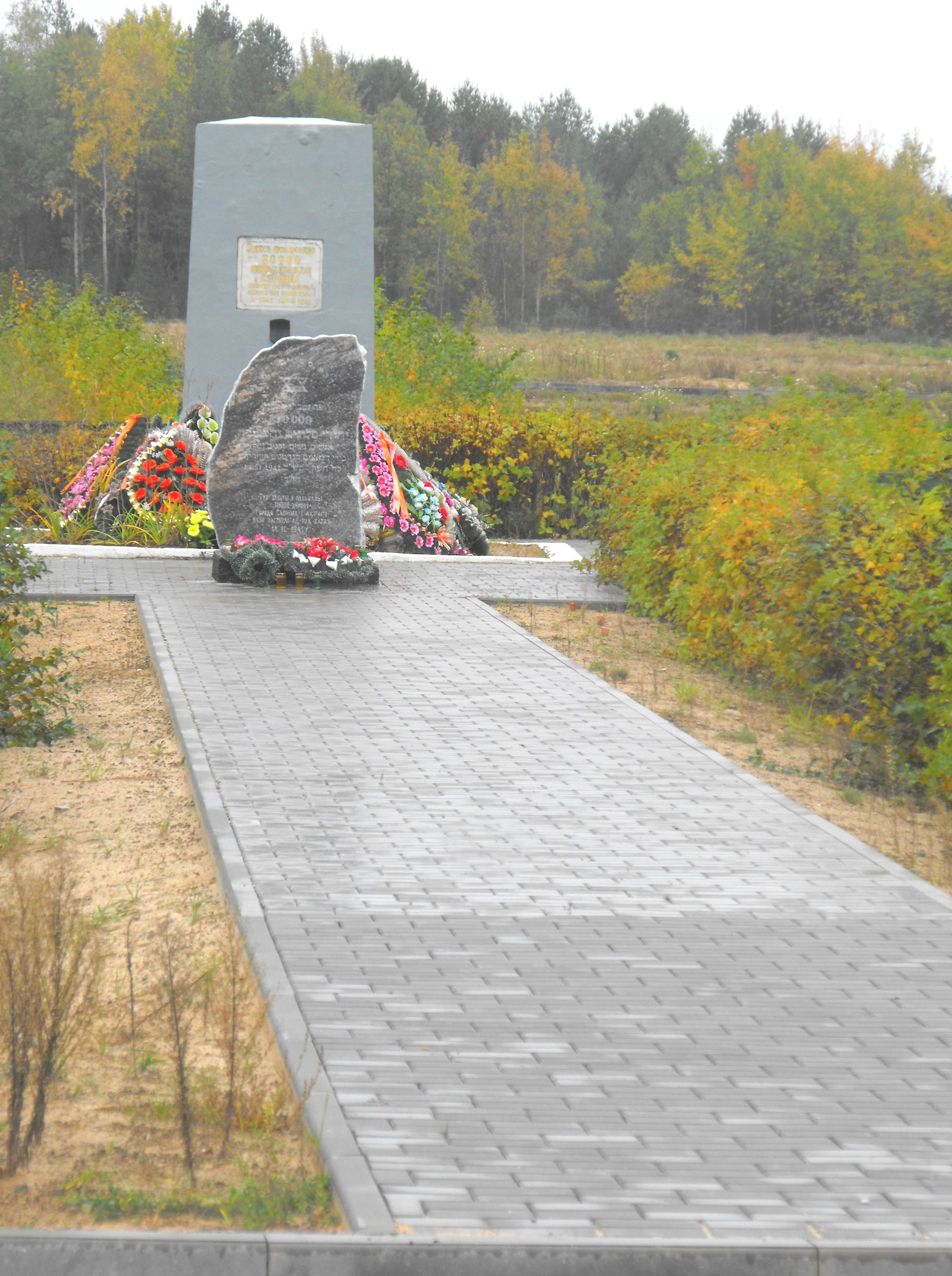
Памятник на Чепелевских полях, где были убиты около 10 000 евреев Слонима и близлежащих деревень.

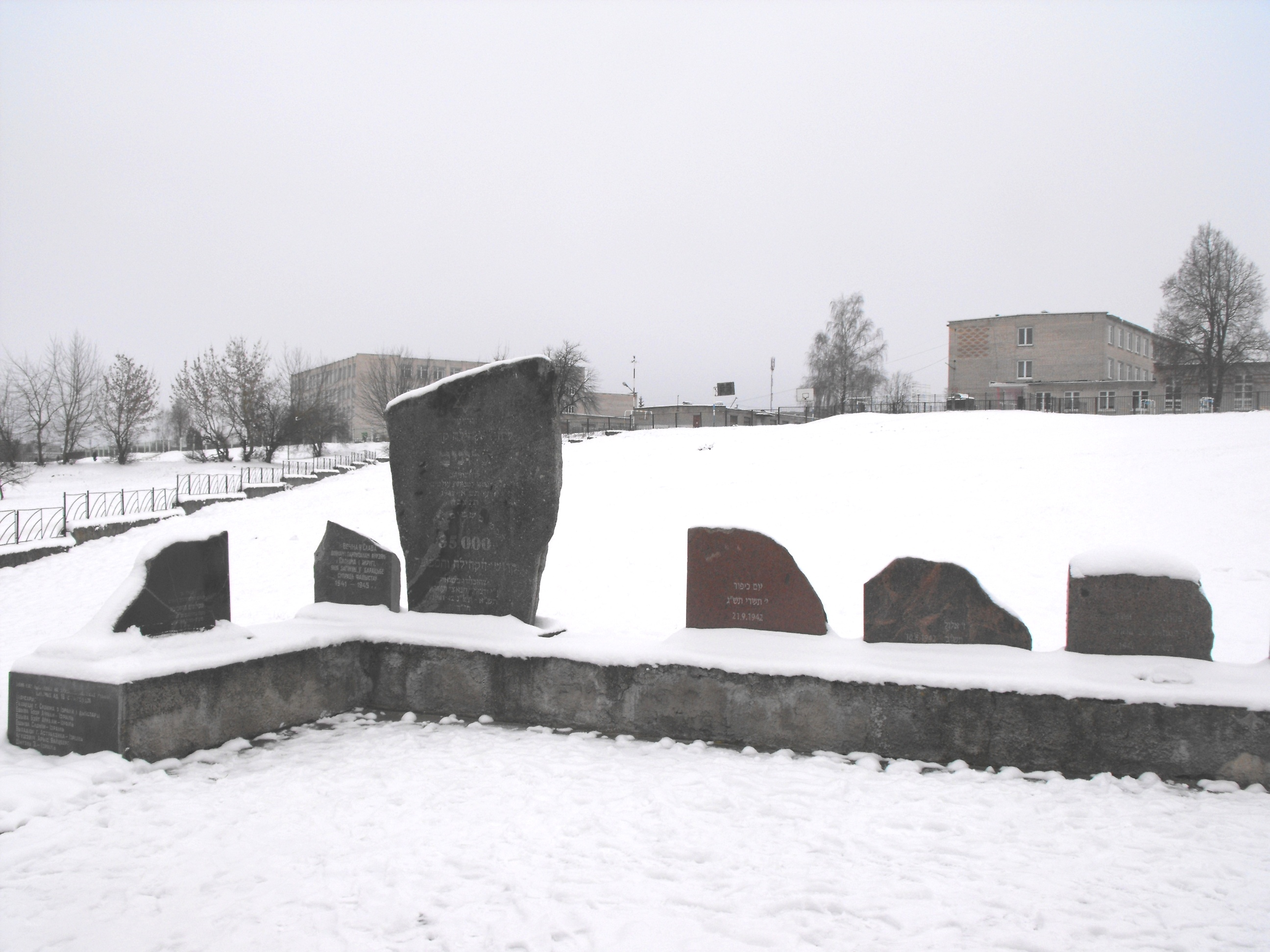
Территория бывшего еврейского кладбища в Слониме с камнями в память евреев гетто Слонима и партизанах-евреях

Оккупационные власти под страхом смерти запретили евреям снимать желтые латы или шестиконечные звезды (опознавательные знаки на верхней одежде), выходить из гетто без специального разрешения, менять место проживания и квартиру внутри гетто, ходить по тротуарам, пользоваться общественным транспортом, находиться на территории парков и общественных мест, посещать школы.

### Жировичи
Во время оккупации в деревне Жировичи (Жировицы), в 10 км от Слонима, нацистами было создано гетто.
Летом 1942 года (в сентябре, октябре 1941 года) немцы и коллаборационисты убили более 1200 жировичских евреев.
После войны у деревни был создан мемориальный комплекс из трёх братских могил. В одной покоятся убитые евреи, в другой — партизанские семьи, в третьей — партизаны. Ни имена, ни число погибших во всех трёх могилах неизвестны.
Опубликованы неполные списки убитых евреев Жировичей.

### Слоним
В гетто Слонима (август 1941 — декабрь 1942) были замучены и убиты нацистами более 25 000 евреев.

## Случаи спасения и «Праведники народов мира»
В Слонимском районе 3 человека были удостоены почетного звания «Праведник народов мира» от израильского мемориального института «Яд Вашем» «в знак глубочайшей признательности за помощь, оказанную еврейскому народу в годы Второй мировой войны». Это Грипич Семён, Грипич Софья и Антоник Анастасия — за спасение семьи Бранд в деревнях Тушевичи и Сколдичи Деревянчицкого сельсовета.

## Память
В районе Слонима установлены несколько памятников убитым евреям.
В 2022 году к востоку от деревни Петралевичи (Павловский сельсовет) был установлен памятник в память о 10 000 узниках Слонимского гетто, расстрелянных нацистами в июне-июле 1942 года.
Опубликованы неполные списки убитых евреев Слонимского района.